# Метод поінтервальної обробки пластів
Метод поінтервальної обробки пластів (рос. метод поинтервальной обработки пластов; англ. method of interval formation treatment; нім. Verfahren n der Intervallbehandlung von Flözen) — метод селективної обробки пластів, який послідовно застосовується для оброблення не менше двох інтервалів продуктивного пласта.